# Mohsen Mosalman
Mohsen Mosalman (perzsául: محسن مسلمان ; Tehran, 1991. –) iráni labdarúgó, az élvonalbeli Persepolis FC középpályása.